# Giải Mai Vàng 2021
Lễ trao giải Mai Vàng lần thứ 27–2021 do báo Người lao động tổ chức đã diễn ra tại Nhà hát Thành phố Hồ Chí Minh vào lúc 20 giờ (UTC+7) ngày 20 tháng 1 năm 2022. Giải "Tác phẩm văn hóa - nghệ thuật xuất sắc năm 2021" và "Chương trình, tác phẩm văn hóa - nghệ thuật phục vụ cộng đồng trong phòng chống dịch Covid-19" là các giải thưởng mới của Giải Mai Vàng 2021 nhằm ghi nhận sự sáng tạo của các văn nghệ sĩ với nhiều tác phẩm lan tỏa giá trị nhân văn, động viên, khích lệ và kết nối để cùng nhau vượt qua nhiều khó khăn trong giai đoạn dịch Covid-19 bùng phát.

## Giải thưởng và đề cử
(Đề cử đoạt giải thưởng được in đậm)
| Ca sĩ nhạc nhẹ | Ca sĩ hát nhạc âm hưởng dân ca |
| --- | --- |
| - Noo Phước Thịnh – "Cơn mưa băng giá" - Mỹ Tâm – "Hào quang" - Phùng Khánh Linh – "Nhìn em mà xem" - Sơn Tùng M-TP – "Muộn rồi mà sao còn" - Vũ Cát Tường – "Tìm hành tinh khác"                          | - Phi Nhung – "Bậu ơi đừng khóc" - Cẩm Ly – "Mười thương miền Tây" - Tố My – "Bậu về nơi đâu" |
| Ca khúc | MV (Video ca nhạc) |
| - "Bậu ơi đừng khóc" – sáng tác: Hamlet Trương - "Màu áo anh hùng" – sáng tác: Vicky Nhung - "Người lạ thoáng qua" – sáng tác: Đinh Tùng Huy - "Yêu là cưới" – sáng tác: Phát Hồ                           | - "Chim quý trong lồng" – K-ICM, Văn Mai Hương, Lê Bống - "Muộn rồi mà sao còn" – Sơn Tùng M-TP - "Rừng" – NSƯT Thành Lộc, Vũ Cát Tường, Yuno Bigboi, nghệ sĩ Trần Mạnh Tuấn                                                  |
| Diễn viên sân khấu - truyền hình | Diễn viên hài |
| - Võ Minh Lâm, vai vua Priêm, vở "Nàng Xê Đa" - Khả Như, vai Minh Anh, vở "Lò võ thiếu lâm" - Tâm Tâm, vai Thái Bình công chúa, vở "Khát vọng vương quyền" - Thoại Mỹ, vai Thạch Nương, vở "San hà xã tắc" | - Hồng Trang, vai Tý, vở "Mong ước đêm trăng" - Lâm Vỹ Dạ, vai Robot, chương trình Táo quân 2021 – VTV |
| Vở diễn sân khấu - truyền hình | Phim điện ảnh - truyền hình |
| - "Nàng Xê-đa" – Đoàn Cải lương Mới Đại Việt - "Lời nguyền phù thủy" – Sân khấu IDECAF - "Bạch Hải Đường" – Sân khấu Kịch Hoàng Thái Thanh                                                                 | - Cây táo nở hoa (truyền hình) - Bố già (điện ảnh) - Hướng dương ngược nắng (truyền hình) - Hương vị tình thân (truyền hình) - Thương con cá rô đồng (truyền hình)                                                            |
| Nữ diễn viên điện ảnh - truyền hình | Nam diễn viên điện ảnh - truyền hình |
| - Thúy Ngân, vai Châu, phim Cây táo nở hoa - Lê Phương, vai Thương, phim Thương con cá rô đồng - Ốc Thanh Vân, vai Nga, phim Lật mặt 48h - Phương Oanh, vai Nam, phim Hương vị tình thân                   | - Ngô Kiến Huy, vai Hoàng và Jessica Hoàng Anh, phim Em là của em - Cao Minh Đạt, vai Tấn Đăng, phim Trong vòng xoay tội ác - Mạnh Trường, vai Hoàng Long, phim Hương vị tình thân - Võ Thành Tâm, vai Hiền, phim Lật mặt 48h |
| Người dẫn chương trình | Chương trình trên các nền tảng số và truyền hình |
| - Ngô Kiến Huy (100 triệu 1 phút – VTV3) - Lại Văn Sâm (Ký ức vui vẻ – VTV3) - Nguyên Khang (Người hát tình ca – Truyền hình Vĩnh Long) - Trấn Thành (Rap Việt – HTV2)                                     | - Siêu trí tuệ Việt Nam – HTV2 - Dấu ấn huyền thoại – HTV7 - Cơ hội đổi đời – HTV7 |
| Nghệ sĩ vì cộng đồng | Nghệ sĩ trọn đời vì cộng đồng |
| - Quyền Linh - Hội Sân khấu Thành phố Hồ Chí Minh - Đội Tình nguyện viên nghệ sĩ - Nhà Văn hóa Thanh niên Thành phố Hồ Chí Minh                                                                            | - Kim Cương |
| Chương trình, tác phẩm văn hóa - nghệ thuật phục vụ cộng đồng trong phòng chống dịch COVID-19 | Tác phẩm văn hóa - nghệ thuật xuất sắc năm 2021 |
| - Đình Bảo và nhiều nghệ sĩ - Trần Mạnh Tuấn - HTV từ tâm dịch (Đài Truyền hình Thành phố Hồ Chí Minh} | - Cà Nóng chu du Trường Sa - Sài Gòn những ngày giãn cách |